# جائحة فيروس كورونا في كارولاينا الشمالية 2020
تأكد وصول جائحة فيروس كورونا 2019–20 إلى ولاية كارولاينا الشمالية في الولايات المتحدة بتاريخ الثالث من مارس عام 2020.

## خلفية
في 12 يناير 2020، أكدت منظمة الصحة العالمية عن ظهور فيروس كورونا المستجد كسبب للمرض التنفسي الذي أصاب مجموعة من الأشخاص في مدينة ووهان، مقاطعة خوبي، الصين، إذ أُبلغ عنهم إلى منظمة الصحة العالمية في 31 ديسمبر 2019. كانت نسبة الوفيات بين الحالات المُشخصة بكوفيد-19 أقل بكثير من جائحة فيروس سارس في عام 2003، لكن انتقال العدوى كان أكبر، والوفيات أيضًا.

## التحضيرات
في الحادي عشر من فبراير، أعلن الحاكم روي كوبر إنشاء قوة عمليات متعلقة بفيروس كورونا المستجد خاصة بولاية كارولاينا الشمالية وخط ساخن لإدارة صحة الولاية. تولى قيادة قوة العمليات كل من د. إليزابيث كويرفو تيلسون مديرة صحة الولاية ورئيسة الخدمات الطبية لإدارة الصحة والخدمات البشرية لولاية كارولاينا الشمالية، بالإضافة إلى مايك سبرايبيري مدير إدارة الطوارئ في كارولاينا الشمالية لصالح مديرية السلامة العامة.

## الخط الزمني للوباء

### مارس
في الثالث من مارس، أعلن حاكم الولاية روي كوبر عن حالة كوفيد-19 الأولى لشخص كان قد سافر إلى ولاية واشنطن وكان معرضًا للعدوى في دار رعاية طويلة الأمد. في السادس من مارس، أُعلن عن الحالة الثانية لرجل في مقاطعة تشاتهام كان قد سافر إلى إيطاليا في أواخر فبراير. في السابع من مارس، سُجلت خمس حالات إيجابية جديدة في نورث كارولاينا في مقاطعة ويك كانوا جميعًا قد سافروا إلى بوسطن في أواخر فبراير لحضور مؤتمر لشركة بيوجن الدوائية.
بعد الإعلان عن تأكيد خمس حالات مشتبهة أخرى في التاسع من مارس، أصدر حاكم الولاية روي كوبر أمرًا تنفيذيًا يعلن فيه حالة الطوارئ في العاشر من مارس. كُلف وزير السلامة العامة إريك إيه. هوكس بتأمين المساعدة الفدرالية وتطبيق القرار، والذي حمى المستهلكين من ارتفاع الأسعار العشوائي وأوقف بعض أنظمة النقل وقيود الترخيص في مجال الرعاية الصحية، وصرح بالتوظيف والتوسيع المؤقتين لسعة الاختبارات، وذلك من ضمن إجراءات أخرى. في الحادي عشر من مارس، أعلنت جامعة كارولاينا الشمالية إيقاف الفصول ذات الحضور الفعلي ضمن جميع الكليات التابعة لها بدءًا من العشرين من مارس. ألغت جامعة ديوك أيضًا جميع الفصول داخل حرم الجامعة في اليوم ذاته. في الثاني عشر من مارس، وبعد ساعات من طلب كوبر بتأجيل الفعاليات ذات التجمعات الكبيرة أو إلغائها، وبذلك ألغى المنظمون مهرجان الأزالية الثالث والسبعين لكارولاينا الشمالية. في الرابع عشر من مارس، أصدر كوبر أمرًا تنفيذيًا منع التجمعات التي تشمل 100 شخص أو أكثر وأغلق المدارس العامة لأسبوعين وحث على تطبيق التباعد الاجتماعي.
في الخامس عشر من مارس، أعلنت كل من مدينة تشارلوت ومقاطعة مكلينبرغ حالة الطوارئ بتطبيق قيود على السفر والتجمعات غير الضرورية. في السابع عشر من مارس، أمر كوبر جميع الحانات والمطاعم في الولاية بالتوقف عن خدمة الزبائن داخلها. في التاسع عشر من مارس، أكدت الولاية أولى حالات العدوى المنتقلة محليًا داخل الولاية.
في خطوة لمواجهة الضرر الاقتصادي الناتج عن الجائحة، مددت الحكومة المحلية لكارولاينا الشمالية مهلة دفع الضرائب حتى الخامس عشر من يوليو، وهي المهلة ذاتها التي حددتها دائرة الإيرادات الداخلية للضرائب الفدرالية. في العشرين من مارس، استُدعي الحرس الوطني للمساعدة العمل اللوجستي ونقل المعدات الطبية. في الحادي والعشرين من مارس، أوقف كوبر القيود لزيادة إمكانية الوصول إلى مقدمي خدمات الرعاية وتوفير رعاية الأطفال والمسنين خلال جائحة فيروس كورونا.
في الثاني والعشرين من مارس، أعلنت مقاطعة مكلينبرغ تعاونًا مع جمعيات خيرية محلية لتغطية نفقات البقاء لمدة أسبوع في الفنادق والنُزُل لحماية المستأجرين من الطرد. في الثالث والعشرين من مارس، أغلق الحاكم كوبر جميع المدارس العامة من رياض الأطفال حتى الصف الثاني عشر على امتداد الولاية حتى الخامس عشر من مايو ومنع التجمعات لأكثر من 50 شخصًا وأغلق عددًا من أماكن العمل مثل النوادي الرياضية ودور السينما والمراهنات والنوادي الصحية وبعض المنشآت المشابهة. أصدرت كل من مقاطعتي بيت وماديسون وبلدة بوفورت أوامر بالمبيت في المكان. في الرابع والعشرين من مارس، أعلنت مقاطعة مكلينبرغ عن أمر بالبقاء في المنزل دخل حيز التنفيذ في السادس والعشرين من مارس. في الخامس والعشرين من الشهر ذاته، أكد مسؤولون رسميون في الولاية أولى وفيات فيروس كورونا. كان الضحية في العقد الثامن من عمره ويعاني من مشاكل صحية مرافقة ويقيم في مقاطعة كاباروس. أصدرت مقاطعة غيلفورد أمرًا بالبقاء في المنزل للحد من انتشار فيروس كورونا. بقي القرار قيد التنفيذ حتى السادس عشر من أبريل. في السادس والعشرين من مارس، أصدرت مقاطعات كاباروس ودورهام وأورانج وويك أوامر بالبقاء في المنزل.
في السابع والعشرين من مارس، أصدر كوبر أمرًا على مستوى الولاية بالبقاء في المنزل يبدأ تطبيقه في الثلاثين من مارس ويبقى قيد التنفيذ لمدة شهر على الأقل. حظر القانون أيضًا جميع التجمعات لعشرة أشخاص أو أكثر، الأمر الذي دعته الحكومة «مسألة حياة أو موت بمعنى الكلمة». في الثلاثين من مارس، دخل قرار البقاء في المنزل على امتداد الولاية الذي أصدره الحاكم كوبر حيز التنفيذ في الساعة الخامسة مساء.

### أبريل
في التاسع من أبريل، أصدر الحاكم كوبر قرارًا تنفيذيًا جديدًا حدد عدد الزبائن داخل المخازن ومتاجر البيع بالمفرق ورفع من التدابير الصحية الوقائية لخدمات تقديم الطعام وطبق تدابير أكثر صرامة لدور الرعاية طويلة الأمد. حدثت حالات تفش لكوفيد-19 في عدد من هذه المنشآت على امتداد الولاية.
في الثالث والعشرين من أبريل، مدد كوبر أمر البقاء في المنزل حتى الثامن من مايو على الأقل. في الوقت ذاته، أعلن عن خطط لعملية ثلاثية المراحل لإعادة افتتاح الولاية اعتمادًا على وصول الولاية إلى معايير معينة تخص «الاختبار والمتابعة وتحديد أنماط الانتشار». في حين دعت التوصيات الفدرالية إلى خفض الحالات المؤكدة ونسبة الاختبارات الإيجابية وحالات الاستشفاء، قال كوبر ومديرة صحة الولاية ماندي كوهين إنهما سوف يقبلان بالوصول إلى «استقرار مستدام» لحالات الاستشفاء والحالات المؤكدة للإصابة. أكد كوبر أيضًا على رفع إمكانيات إجراء الاختبارات التشخيصية، إضافة إلى القدرة على إجراء مراقبة المخالطين. أراد أيضًا تقديم معدات وقاية شخصية إضافية إلى مشافي الولاية. تحت هذه الخطة، كان من الممكن تخفيف حالة البقاء في المنزل بشكل كبير في الثامن من مايو، وإلغاؤها بشكل كامل في الثاني والعشرين من مايو.

### مايو
في الخامس من مايو، أعلن كوبر أن إجراءات قرار البقاء في المنزل الذي اتخذته الولاية سوف تُخفف بشكل كبير في الثامن من مايو، ما يمثل «المرحلة الأولى» من عملية إعادة الافتتاح. سوف يُسمح لمتاجر البيع بالمفرق بالعودة إلى العمل بشرط التمكن من تطبيق إجراءات التباعد الاجتماعي. سمح هذا التعديل أيضًا للأشخاص بالتفاعل اجتماعيًا مع أصدقائهم خارج المنازل، على الرغم من أن التجمعات بقيت محدودة بعشرة أشخاص على الأكثر. في حال بقاء الأمور على هذا المنوال، قُرر إيقاف العمل بقانون البقاء في المنزل تمامًا بحلول الثاني والعشرين من مايو على أقل تقدير، ما يسمح للولاية بمباشرة «المرحلة الثانية» من إعادة الافتتاح.
في الثاني عشر من مايو، أعلنت إدارة الصحة والخدمات البشرية في كارولاينا الشمالية عن 23 معملًا ملوثًا لمعالجة اللحوم. في العشرين من مايو، أُعلن عن تأكيد إصابة 570 شخصًا في معمل تايسون للطعام في ويلكسبورو.
في العشرين من مايو، أعلنت إدارة الصحة والخدمات البشرية في كارولاينا الشمالية عن تحسين واجهة كوفيد-19 الخاصة بالولاية لتتضمن إحصائيات الوفيات تبعًا للمقاطعة أو الرمز البريدي، كما تصنف الحالات تبعًا لتاريخ التشخيص وتنشر إحصائيات يومية.

### يونيو
في الثاني من يونيو، أخبر كوبر مسؤولين في اللجنة الوطنية الجمهورية (آر إن سي) عن وجوب الالتزام بتغطية الوجه وتطبيق التباعد الاجتماعي في المؤتمر الوطني الجمهوري لعام 2020 المقرر عقده في 24-27 أغسطس في تشارلوت، مشجعًا ترامب واللجنة الوطنية الجمهورية على نقل المؤتمر إلى خارج كارولاينا الشمالية.

## الأثر

### الرياضي
تأثرت غالبية الفرق الرياضية في كارولاينا الشمالية. بدأت دوريات رياضية عدة بتأجيل أو إيقاف مواسمها بدءًا من الثاني عشر من مارس. في ذلك التاريخ، أعلنت الرابطة الوطنية لكرة السلة إيقاف الموسم لمدة 30 يومًا، مؤثرة على فريق شارلوت هورنتس. في دوري الهوكي الوطني، أُوقف الموسم حتى إشعار آخر مؤثرًا على فريق كارولاينا هريكينز. في الرابع عشر من مارس، اضطرت حلبة هيكري لسباق السيارات إلى إلغاء جميع نشاطات السباق، وذلك بسبب الأمر التنفيذي القاضي بمنع التجمعات الشاملة لأكثر من 100 شخص. في الثاني عشر من مارس، أعلنت دورة اتحاد الساحل الأطلسي لكرة السلة للرجال المعقودة في غرينزبورو في كارولاينا الشمالية عن إلغاء مبارياتها الثلاث الأخيرة بعد أن أعلمت جامعة ديوك مسؤولي الدورة بأن فريقها لن يشارك في مباراة ربع النهائي المقررة ضد فريق جامعة ولاية كارولاينا الشمالية.

### الاقتصادي
طلب الحاكم كوبر إغلاق مجالات العمل غير الضرورية، وذلك في خطوة هادفة إلى الحد من انتشار فيروس كورونا. سُمح للمطاعم تقديم الطلبات الخارجية فقط دون استقبال الزبائن لتناول الطعام داخلها. نتيجة لذلك، اضطرت مجالات عمل عديدة إلى التخلي عن عدد من العاملين فيها، وأحصى نظام البطالة الخاص بالولاية أكثر من 500,000 طلب بطالة تتعلق جميعًا بفيروس كورونا.

### مؤسسات الرعاية طويلة الأجل
سُجلت حالات تفشٍّ عدة لكوفيد-19 في عدد من مؤسسات الرعاية طويلة الأجل ودور التمريض في كارولاينا الشمالية، ما دفع الحاكم كوبر والمركز الوطني للوقاية من فيروس عوز المناعة البشري/إيدز والتهاب الكبد الفيروسي والأمراض المنتقلة بالجنس والسل (إن سي دي إتش إتش إس) إلى إصدار قيود جديدة في هذه الظروف، مثل إيقاف الوجبات الجماعية وفحص حرارة النزلاء والعاملين بشكل روتيني. حصلت أعلى إحصائيات لفيروس كورونا في مركزين يقعان في مقاطعة أورانج هما: بروت هيلث كارولاينا بوينت وسيغنتشر هيلث، حيث أُثبتت إصابة 110 أشخاص من المقيمين والعاملين بكوفيد-19. في مقاطعة روان واعتبارًا من السابع والعشرين من أبريل، أظهرت المعلومات الرسمية الصادرة عن الولاية إصابة 144 شخصًا في دار ذا سيتاديل، وأعلنت مديرية الصحة في المقاطعة وفاة 16 من المصابين. في مقاطعة كاباروس، أعلنت السلطات الصحية الرسمية إصابة 74 شخصًا في مركز فايف أوكس لإعادة التأهيل، ووفاة خمسة مصابين.
اعتبارًا من السادس عشر من مايو، سجلت دور الرعاية التمريضية ومؤسسات الرعاية طويلة الأجل 2,950 إصابة و391 وفاة.

### السجون
أعلنت مديرية صحة مقاطعة وين الوفاة الرسمية الأولى في الثالث والعشرين من أبريل بعد وصول نتيجة الاختبار إيجابية في الثامن عشر منه، وأن 450 سجينًا من أصل 700 في مؤسسة نوس الإصلاحية مصابون بالفيروس اعتبارًا من العشرين من أبريل، وأُجريت اختبارات لجميع المسجونين؛ أبدى عدد قليل منهم أعراضًا. أُجريت اختبارات لجميع العاملين في السجن أيضًا. اعتبارًا من الرابع والعشرين من أبريل، ارتفع عدد الحالات الإيجابية إلى 465.
سجل مركز بندر الإصلاحي شرق ولاية كارولاينا الشمالية أولى حالات الوفاة نتيجة كوفيد-19 داخل سجون الولاية.
اعتبارًا من السادس عشر من مايو، سجلت سجون الولاية 1,112 إصابة و14 وفاة.

### التداول من الداخل
في التاسع عشر من مارس، كشفت منظمة بروبابليكا أن السيناتور ريتشارد بور استخدم منصبه كرئيس للجنة الاستخبارات في مجلس الشيوخ بهدف تضليل الشعب حول وباء كوفيد-19. باع أسهمًا بقيمة 628,000 ألف دولار و1.72 مليون دولار في الثالث عشر من فبراير قبل أيام فقط من انهيار سوق البورصة. في السابع والعشرين من فبراير، حضر بور غداء مقامًا في ناد اجتماعي باسم نادي كابيتول هيل، حيث أخبر الأعضاء سرًا بأن «كوفيد-19 أشد عدوانية بكثير في انتقاله من كل ما شهدناه في التاريخ الحديث» وأنه «أشبه على الأرجح بجائحة الإنفلونزا عام 1918».
في الثلاثين من مارس، أعلنت وزارة العدل الأمريكية بالتعاون مع هيئة الأوراق المالية والبورصات عن إطلاق استقصاء رسمي حول مبيعات الأسهم العائدة إلى عدد من المشرعين من ضمنهم بور، وذلك خلال الأيام الأولى من جائحة فيروس كورونا.
في الرابع عشر من مايو، قال السيناتور بور إنه سوف ينتحى من منصبه كرئيس لجنة الاستخبارات حتى يكمل مكتب التحقيقات الفيدرالي (إف بي آي) تحقيقه. في الثالث عشر من مايو، قدم مكتب التحقيقات الفيدرالي مذكرة تفتيش إلى بور في مكان إقامته في واشنطن، وصادر هاتفه النقال.

### الاحتجاجات المطالبة بإعادة الافتتاح
في يوم الثلاثاء بتاريخ السابع من أبريل، أُنشئت مجموعة على فيسبوك بعنوان «أعيدوا افتتاح كارولاينا الشمالية» (ReOpenNC)، وبحلول يوم الأحد الموافق للثاني عشر من أبريل كانت قد جمعت أكثر من 15,000 متابع. في مدينة رالي، تجمع نحو 100 محتج أمام مبنى الكابيتول في الرابع عشر من أبريل. أُلقي القبض على امرأة بسبب مخالفة أوامر حاكم الولاية ورفضها مغادرة مرآب للسيارات. حدث تجمع احتجاجي يحمل العنوان ذاته لنحو 300 شخص بتاريخ الحادي والعشرين من أبريل، وهو اليوم الذي ارتفعت فيه حصيلة ضحايا فيروس كورونا في الولاية بمقدار 34 شخصًا لتصبح 213. كشفت ناشطة من قادة حركة «أعيدوا افتتاح كارولاينا الشمالية» إصابتها بكوفيد-19 من خلال منشور على موقع فيسبوك. وصفت نفسها بأنها «مريض غير عرضي إيجابي كوفيد-19». بعد وصول نتائج مخبرية سلبية لوجود الأجسام المضادة وإيجابية لكوفيد-19 تلقت أوامر بالحجر المنزلي. ادعت أن هذه الأوامر تمثل اعتداء على حقوقها المدنية.
في الثاني عشر من مايو، نظم كل من آشلي وآدم سميث احتجاجًا في مدينة رالي شمل نحو 100 شخص ووصل العدد إلى 400 مع اقتراب المحتجين من وسط المدينة. في حركة احتجاجية مضادة، دفع الناشط تود ستيفل المثبط مناعيًا من مدينة رالي تكلفة إرسال طائرة صغيرة لتطير فوق المدينة حاملة رسالة «قبور أقل إذا افتتحنا على دفعات». على الرغم من أن سميث كانت قد أعلنت على فيسبوك أن الحركة سوف تعيد إصدار ذاتها كمنظمة قانونية غير ربحية تهدف للاعتراض على إدارة كوبر في المحاكم، أعلنت سميث نحو الثاني عشر من مايو أن «عقبة تلو الأخرى» تمنع هذا الإجراء من الحدوث.